# Чемпионат Европы по водным видам спорта 1995
22-й чемпионат Европы по водным видам спорта прошёл с 17 по 27 августа 1995 года во временном бассейне на стадионе «Эрнст Хаппель» в Вене (Австрия). Программа чемпионата включала в себя соревнования по плаванию, прыжкам в воду, синхронному плаванию и водному поло. Всего было разыграно 47 комплектов наград.

## Медалисты

### Плавание

#### Мужчины
| Дисциплины                       | Золото                                                                          | Золото     | Серебро                                                                            | Серебро  | Бронза                                                                                  | Бронза   |
| -------------------------------- | ------------------------------------------------------------------------------- | ---------- | ---------------------------------------------------------------------------------- | -------- | --------------------------------------------------------------------------------------- | -------- |
| 50 м вольным стилем              | Александр Попов (Россия)                                                        | 22,25      | Кристоф Калфаян (Франция)                                                          | 22,63    | Торстен Шпаннеберг (Германия)                                                           | 22,66    |
| 100 м вольным стилем             | Александр Попов (Россия)                                                        | 49,10      | Торстен Шпаннеберг (Германия)                                                      | 49,67    | Бьёрн Цикарски (Германия)                                                               | 50,23    |
| 200 м вольным стилем             | Яни Сиевинен (Финляндия)                                                        | 1.48,98    | Андерс Холмерц (Швеция)                                                            | 1.49,12  | Антти Касвио (Финляндия)                                                                | 1.49,24  |
| 400 м вольным стилем             | Штеффен Цеснер (Германия)                                                       | 3.50,35    | Пол Палмер (Великобритания)                                                        | 3.50,43  | Андерс Холмерц (Швеция)                                                                 | 3.51,01  |
| 1500 м вольным стилем            | Йёрг Хоффман (Германия)                                                         | 15.11,25   | Грэм Смит (Великобритания)                                                         | 15.11,90 | Штеффен Цеснер (Германия)                                                               | 15.20,46 |
|                                  |                                                                                 |            |                                                                                    |          |                                                                                         |          |
| 100 м на спине                   | Владимир Сельков (Россия)                                                       | 55,48      | Йирка Летцин (Германия)                                                            | 56,24    | Стефан Маэн (Бельгия)                                                                   | 56,32    |
| 200 м на спине                   | Владимир Сельков (Россия)                                                       | 1.58,48    | Николае Бутаку (Румыния)                                                           | 1.59,96  | Адам Раквуд (Великобритания)                                                            | 2.00,16  |
|                                  |                                                                                 |            |                                                                                    |          |                                                                                         |          |
| 100 м брассом                    | Фредерик Дебургграэв (Бельгия)                                                  | 1.01,12    | Карой Гюттлер (Венгрия)                                                            | 1.01,38  | Андрей Корнеев (Россия)                                                                 | 1.01,79  |
| 200 м брассом                    | Андрей Корнеев (Россия)                                                         | 2.12,62    | Карой Гюттлер (Венгрия)                                                            | 2.12,95  | Фредерик Дебургграэв (Бельгия)                                                          | 2.14,01  |
|                                  |                                                                                 |            |                                                                                    |          |                                                                                         |          |
| 100 м баттерфляем                | Денис Панкратов (Россия)                                                        | 52,32 WR   | Денис Силантьев (Украина)                                                          | 53,37    | Рафал Шукала (Польша)                                                                   | 53,45    |
| 200 м баттерфляем                | Денис Панкратов (Россия)                                                        | 1.56,34    | Конрад Галка (Польша)                                                              | 1.59,50  | Крис-Кароль Бремер (Германия)                                                           | 1.59,96  |
|                                  |                                                                                 |            |                                                                                    |          |                                                                                         |          |
| 200 м комплексным плаванием      | Яни Сиевинен (Финляндия)                                                        | 1.58,61    | Аттила Цене (Венгрия)                                                              | 2.00,88  | Кристиан Келлер (Германия)                                                              | 2.02,24  |
| 400 м комплексным плаванием      | Яни Сиевинен (Финляндия)                                                        | 4.14,75    | Марцин Малиньский (Польша)                                                         | 4.18,32  | Лука Сакки (Италия)                                                                     | 4.18,82  |
|                                  |                                                                                 |            |                                                                                    |          |                                                                                         |          |
| Эстафета 4×100 м вольным стилем  | Россия · Владимир Предкин · Роман Щёголев · Роман Егоров · Александр Попов      | 3.18,84    | Германия · Кристиан Трёгер · Кристиан Келлер · Торстен Шпаннеберг · Бьёрн Цикарски | 3.19,76  | Швеция · Ларс Фрёландер · Кристер Валлин · Фредрик Лецлер · Андерс Холмерц              | 3.21,07  |
| Эстафета 4×200 м вольным стилем  | Германия · Кристиан Келлер · Оливер Лампе · Торстен Шпаннеберг · Штеффен Цеснер | 7.18,22    | Швеция · Кристер Валлин · Андерс Холмерц · Ларс Фрёландер · Крис Элиассон          | 7.19,95  | Италия · Массимилиано Розолино · Пьермария Сицилиано · Эмануэле Меризи · Эмануэле Идини | 7.20,96  |
| Комбинированная эстафета 4×100 м | Россия · Владимир Сельков · Андрей Корнеев · Денис Панкратов · Александр Попов  | 3.38,11 ER | Венгрия · Тамаш Деутшц · Карой Гюттлер · Петер Хорват · Аттила Цене                | 3.40,88  | Германия · Тино Вебер · Марк Варнеке · Фабиан Хиеронимус · Бьёрн Цикарски               | 3.41,55  |

#### Женщины
| Дисциплины                       | Золото                                                                              | Золото  | Серебро                                                                        | Серебро | Бронза                                                                                          | Бронза  |
| -------------------------------- | ----------------------------------------------------------------------------------- | ------- | ------------------------------------------------------------------------------ | ------- | ----------------------------------------------------------------------------------------------- | ------- |
| 50 м вольным стилем              | Линда Олофссон (Швеция)                                                             | 25,76   | Франциска ван Альмсик (Германия)                                               | 25,80   | Ангела Постма (Нидерланды)                                                                      | 25,86   |
| 100 м вольным стилем             | Франциска ван Альмсик (Германия)                                                    | 55,34   | Метте Якобсен (Дания)                                                          | 56,02   | Карен Пикеринг (Великобритания)                                                                 | 56,05   |
| 200 м вольным стилем             | Керстин Кильгас (Германия)                                                          | 2.00,56 | Малин Нильссон (Швеция)                                                        | 2.01,35 | Метте Якобсен (Дания) Карен Пикеринг (Великобритания)                                           | 2.01,52 |
| 400 м вольным стилем             | Франциска ван Альмсик (Германия)                                                    | 4.08,37 | Карла Гёртс (Нидерланды)                                                       | 4.10,73 | Ирене Далбю (Норвегия)                                                                          | 4.13,44 |
| 800 м вольным стилем             | Юлия Юнг (Германия)                                                                 | 8.36,08 | Яна Хенке (Германия)                                                           | 8.36,68 | Ирене Далбю (Норвегия)                                                                          | 8.38,82 |
|                                  |                                                                                     |         |                                                                                |         |                                                                                                 |         |
| 100 м на спине                   | Метте Якобсен (Дания)                                                               | 1.02,46 | Катлен Рунд (Германия)                                                         | 1.02,91 | Нина Живаневская (Россия)                                                                       | 1.03,06 |
| 200 м на спине                   | Кристина Эгерсеги (Венгрия)                                                         | 2.07,24 | Дагмар Хазе (Германия)                                                         | 2.10,60 | Катлен Рунд (Германия)                                                                          | 2.10,96 |
|                                  |                                                                                     |         |                                                                                |         |                                                                                                 |         |
| 100 м брассом                    | Бригитте Бекуэ (Бельгия)                                                            | 1.09,30 | Светлана Бондаренко (Украина)                                                  | 1.09,73 | Агнеш Ковач (Венгрия)                                                                           | 1.10,77 |
| 200 м брассом                    | Бригитте Бекуэ (Бельгия)                                                            | 2.27,60 | Светлана Бондаренко (Украина)                                                  | 2.30,50 | Алицья Пенчак (Польша)                                                                          | 2.30,59 |
|                                  |                                                                                     |         |                                                                                |         |                                                                                                 |         |
| 100 м баттерфляем                | Метте Якобсен (Дания)                                                               | 1.00,64 | Илария Токкини (Италия)                                                        | 1.01,13 | Сесиль Жансон (Франция)                                                                         | 1.01,15 |
| 200 м баттерфляем                | Мишель Смит (Ирландия)                                                              | 2.11,60 | Метте Якобсен (Дания)                                                          | 2.12,29 | София Скоу (Дания)                                                                              | 2.13,31 |
|                                  |                                                                                     |         |                                                                                |         |                                                                                                 |         |
| 200 м комплексным плаванием      | Мишель Смит (Ирландия)                                                              | 2.15,27 | Бригитте Бекуэ (Бельгия)                                                       | 2.16,15 | Алицья Пенчак (Польша)                                                                          | 2.17,42 |
| 400 м комплексным плаванием      | Кристина Эгерсеги (Венгрия)                                                         | 4.40,33 | Мишель Смит (Ирландия)                                                         | 4.42,81 | Катлен Рунд (Германия)                                                                          | 4.46,22 |
|                                  |                                                                                     |         |                                                                                |         |                                                                                                 |         |
| Эстафета 4×100 м вольным стилем  | Германия · Франциска ван Альмсик · Зимоне Озигус · Керстин Кильгас · Даниела Хунгер | 3.43,89 | Швеция · Луиза Йёнке · Луиза Карлссон · Линда Олофссон · Элленор Свенссон      | 3.45,21 | Великобритания · Сьюзан Ролф · Клэр Хаддарт · Алекс Беннетт · Карен Пикеринг                    | 3.46,89 |
| Эстафета 4×200 м вольным стилем  | Германия · Дагмар Хазе · Юлия Юнг · Керстин Кильгас · Франциска ван Альмсик         | 8.06,11 | Нидерланды · Карла Гёртс · Минаухе Смит · Патрисия Стоккерс · Кирстен Влигхёйс | 8.10,17 | Великобритания · Виктория Хорнер · Клэр Хаддарт · Катя Годдард · Алекс Беннетт                  | 8.14,31 |
| Комбинированная эстафета 4×100 м | Германия · Катлен Рунд · Яна Дёррис · Юлия Войтович · Франциска ван Альмсик         | 4.09,97 | Венгрия · Кристина Эгерсеги · Агнеш Ковач · Эдит Клокер · Дьёндьвер Лакош      | 4.12,00 | Испания · Иветте Мария Тато · Мария Олай Гарсия · Мария Мелаэс Наваррете · Клаудия Мария Франко | 4.12,52 |

### Плавание на открытой воде

#### Мужчины
| Дисциплины | Золото                     | Золото    | Серебро                    | Серебро   | Бронза                   | Бронза    |
| ---------- | -------------------------- | --------- | -------------------------- | --------- | ------------------------ | --------- |
| 5 км       | Алексей Акатьев (Россия)   | 55.00,3   | Кристоф Вандрач (Германия) | 56.06,8   | Самуэле Пампана (Италия) | 56.10,3   |
| 25 км      | Кристоф Вандрач (Германия) | 5.11.36,3 | Алексей Акатьев (Россия)   | 5.13.49,8 | Стефан Лека (Франция)    | 5.14.16,4 |

#### Женщины
| Дисциплины | Золото                 | Золото    | Серебро                    | Серебро   | Бронза                    | Бронза    |
| ---------- | ---------------------- | --------- | -------------------------- | --------- | ------------------------- | --------- |
| 5 км       | Рита Ковач (Венгрия)   | 1.00.38,3 | Пегги Бюхсе (Германия)     | 1.00.50,8 | Валерия Касприни (Италия) | 1.01.07,6 |
| 25 км      | Пегги Бюхсе (Германия) | 5.32.36,4 | Эдит ван Дейк (Нидерланды) | 5.36.05,5 | Иветта Главачова (Чехия)  | 5.38.08,3 |

### Прыжки в воду

#### Мужчины
| Дисциплины   | Золото                       | Золото | Серебро                   | Серебро | Бронза                    | Бронза |
| ------------ | ---------------------------- | ------ | ------------------------- | ------- | ------------------------- | ------ |
| Трамплин 1 м | Эдвин Йонгеяанс (Нидерланды) | 420,75 | Йоаким Андерссон (Швеция) | 387,60  | Борис Литцов (Германия)   | 379,26 |
| Трамплин 3 м | Дмитрий Саутин (Россия)      | 670,38 | Ян Хемпель (Германия)     | 634,05  | Роман Володьков (Украина) | 615,81 |
| Вышка 10 м   | Владимир Тимошинин (Россия)  | 673,83 | Ян Хемпель (Германия)     | 662,46  | Дмитрий Саутин (Россия)   | 648,84 |

#### Женщины
| Дисциплины   | Золото                | Золото | Серебро                    | Серебро | Бронза                        | Бронза |
| ------------ | --------------------- | ------ | -------------------------- | ------- | ----------------------------- | ------ |
| Трамплин 1 м | Вера Ильина (Россия)  | 275,25 | Дёрте Линднер (Германия)   | 271,20  | Светлана Алексеева (Беларусь) | 240,72 |
| Трамплин 3 м | Вера Ильина (Россия)  | 523,23 | Юлия Пахалина (Россия)     | 520,20  | Клаудия Бокнер (Германия)     | 518,64 |
| Вышка 10 м   | Уте Ветциг (Германия) | 444,24 | Конни Шмальфусс (Германия) | 435,84  | Светлана Тимошинина (Россия)  | 431,55 |

### Синхронное плавание
| Дисциплины | Золото | Золото | Серебро | Серебро | Бронза | Бронза |
| ---------- | --- | ------ | --- | ------- | --- | ------ |
| Соло       | Ольга Седакова (Россия) | 99,160 | Марианн Эшбахер (Франция) | 97,520  | Христина Талассиниду (Греция) | 95,360 |
| Дуэты      | Россия · Елена Азарова · Мария Киселёва | 98,880 | Франция · Марианн Эшбахер · Мириам Линьо                                                                                             | 96,920  | Италия · Джованна Бурландо · Мануэла Карнини | 96,040 |
| Группы     | Россия · Ольга Седакова · Елена Азарова · Мария Киселёва · Гана Максимова · Юлия Панкратова · Елена Антонова · Ольга Новокщёнова · Ольга Брусникина | 98,880 | Франция · Марианн Эшбахер · Шарлотт Масардье · Селин Левек · Аньес Берте · Мириам Линьо · Магали Ратье · Изабель Манабль · Жюли Фабр | 97,160  | Италия · Джованна Бурландо · Мануэла Карнини · Паола Челли · Джада Баллан · Серена Бьянки · Мара Брунетти · Мауриция Чеккони · Роберта Фаринелли | 95,480 |

### Водное поло
| Дисциплины | Золото | Серебро | Бронза |
| ---------- | --- | --- | --- |
| Мужчины    | Италия · Франческо Аттолико · Франческо Постильоне · Алессандро Бово · Фабио Бенчивенга · Анджело Темеллини · Алессандро Калькатерра · Роберто Калькатерра · Альберто Анджелини · Амедео Помилио · Паоло Петронелли · Леонардо Соттани · Карло Силипо · Лука Джустолизи | Венгрия · Петер Куна · Франк Тот · Тамаш Марц · Жолт Варга · Тамаш Кашаш · Ласло Тот · Тамаш Дала · Тибор Бенедек · Раймунд Фодор · Балаж Винце · Андраш Дьёндьёши · Аттила Моностори · Жолт Немет         | Германия · Аксель Хофманн · Торстен Дресель · Пётр Буковски · Борис Шульман · Михаэль Ильгнер · Дирк Клингенберг · Рауль де ла Пенья · Уве Штерзик · Дирк Шмидт · Рене Рейманн · Ларс Томанек · Йорг Дресель · Даниэль Восс                           |
| Женщины    | Италия · Франческа Конти · Мартина Мичели · Кармела Аллуччи · Стефания Лариуччи · Милена Вирци · Моника Вайян · Кристина Консоли · Джузи Малато · Франческа Романо · Марика Кароцци · Мелания Грего · Дария Стараче · Маддалена Музумечи                                | Венгрия · Андреа Эке · Кристина Кардош · Марта Папаи · Анико Пелле · Агнеш Примас · Ирен Рафаэль · Каталин Редеи · Эдит Шипош · Мерцедеш Штибер · Кристина Сремко · Габриэлла Тот · Ноэми Тот · Эдит Винце | Нидерланды · Карла ван дер Бон · Карин Бауэнс · Эллен Баст · Гиллиан ван ден Берг · Сюзанне ван дер Бомен · Эдме Химстра · Карин Кёйперс · Ингрид Лейендеккер · Сандра Схерренбург · Карла Квинт · Рианна Схрам · Марьян оп ден Вельде · Хедда Вердам |

## Общий медальный зачёт
| Место | Страна         | Золото | Серебро | Бронза | Всего |
| ----- | -------------- | ------ | ------- | ------ | ----- |
| 1     | Россия         | 17     | 2       | 4      | 23    |
| 2     | Германия       | 13     | 13      | 11     | 37    |
| 3     | Венгрия        | 3      | 7       | 1      | 11    |
| 4     | Бельгия        | 3      | 1       | 2      | 6     |
| 5     | Финляндия      | 3      | 0       | 1      | 4     |
| 6     | Дания          | 2      | 2       | 2      | 6     |
| 7     | Италия         | 2      | 1       | 6      | 9     |
| 8     | Ирландия       | 2      | 1       | 0      | 3     |
| 9     | Швеция         | 1      | 5       | 2      | 8     |
| 10    | Нидерланды     | 1      | 3       | 2      | 6     |
| 11    | Франция        | 0      | 4       | 2      | 6     |
| 12    | Украина        | 0      | 3       | 1      | 4     |
| 13    | Великобритания | 0      | 2       | 5      | 7     |
| 14    | Польша         | 0      | 2       | 3      | 5     |
| 15    | Румыния        | 0      | 1       | 0      | 1     |
| 16    | Норвегия       | 0      | 0       | 2      | 2     |
| 17    | Беларусь       | 0      | 0       | 1      | 1     |
| 17    | Греция         | 0      | 0       | 1      | 1     |
| 17    | Испания        | 0      | 0       | 1      | 1     |
| 17    | Чехия          | 0      | 0       | 1      | 1     |
| Всего | Всего          | 47     | 47      | 48     | 142   |